# بوغري (سريم)
بوغري (بالروسية: Бугры) هي مدينة في سريم في مقاطعة لينينغراد أوبلاست في روسيا.